# 拉達里奧

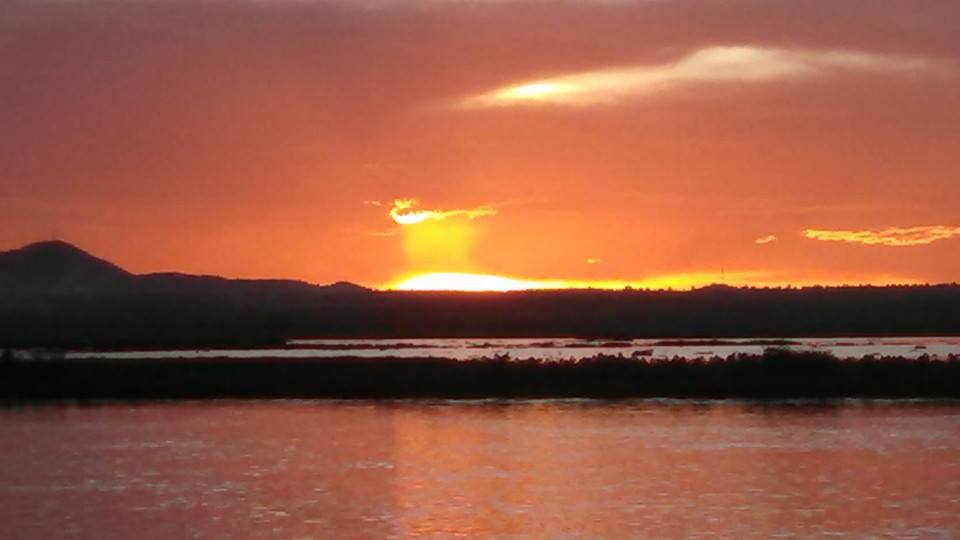
拉達里奧

拉達里奧（葡萄牙語：Ladário），是巴西的城鎮，位於該國西部，由南馬托格羅索州負責管轄，始建於1778年9月2日，面積342.5平方公里，海拔高度114米，2007年人口17,918，人口密度每平方公里5.2人。